# Chonthicha Khabut
Chonthicha Khabut (* 22. November 2003) ist eine thailändische Leichtathletin, die sich auf den Stabhochsprung spezialisiert hat.

## Sportliche Laufbahn
Erste internationale Erfahrungen sammelte Chonthicha Khabut im Jahr 2019, als sie bei den Jugendasienmeisterschaften in Hongkong ohne einen gültigen Versuch blieb. Im Dezember gewann sie dann bei den Südostasienspielen in Capas mit übersprungenen 4,00 m die Bronzemedaille hinter der Philippinerin Natalie Uy und ihrer Landsfrau Chayanisa Chomchuendee. 2022 sicherte sie sich dann bei den Südostasienspielen in Hanoi mit 3,80 m die Silbermedaille hinter der Malaysierin Nor Sarah Adi und im Jahr darauf siegte sie bei den Südostasienspielen in Phnom Penh mit 4,05 m. Anschließend belegte sie bei den Asienmeisterschaften in Bangkok mit 3,60 m den achten Platz und im Oktober gelangte sie bei den Asienspielen in Hangzhou mit 3,80 m auf Rang acht. 2025 belegte sie bei den Asienmeisterschaften in Gumi mit 3,98 m den geteilten vierten Platz.
In den Jahren 2021 und 2022 wurde Khabut thailändische Meisterin im Stabhochsprung.